# Heterosiet
Het zeldzame mineraal heterosiet is een fosfaat met als hoofdingrediënt ijzer(III)fosfaat (molecuulformule Fe3+[PO4]3−).
Als erts komt deze stof altijd voor in een vaste mengreeks samen met andere stoffen, met name purpuriet (mangaanfosfaat, Mn3+PO43−); daarom wordt de formule meestal weergegeven als (Fe3+,Mn3+)[PO4]3−.
Heterosiet ontstaat meestal secundair door oxidatie uit triphyliet (LiFe[PO4]) en/of lithiofiliet (LiMn[PO4]).
Het mineraal heeft meestal een zijdeglanzende paarse kleur; soms groen/bruin of donkerbruin.

## Voorkomen
Er zijn ongeveer 190 vindplaatsen bekend. De typelocatie is Les Hureaux, nabij Limoges.